# Jumiles

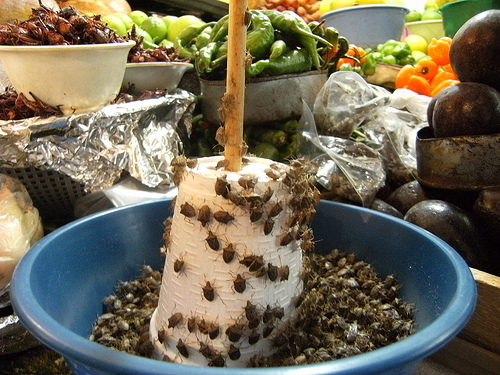
Jumiles na straganie z żywnością

Jumiles - meksykańskie określenie różnych jadalnych owadów z rodziny Pentatomidae. Popularne zwłaszcza w stanach Morelos e Guerrero, a w Taxco de Alarcón jedzone również żywe. Posiadają charakterystyczny posmak, przypominający nieco cynamon, pochodzący od liści roślin, którymi się żywią.